# Voulaines-les-Templiers
Voulaines-les-Templiers är en kommun i departementet Côte-d'Or i regionen Bourgogne-Franche-Comté i östra Frankrike. Kommunen ligger i kantonen Recey-sur-Ource som tillhör arrondissementet Montbard. År 2022 hade Voulaines-les-Templiers 270 invånare.

## Befolkningsutveckling
Antalet invånare i kommunen Voulaines-les-Templiers
Referens:INSEE

## Galleri

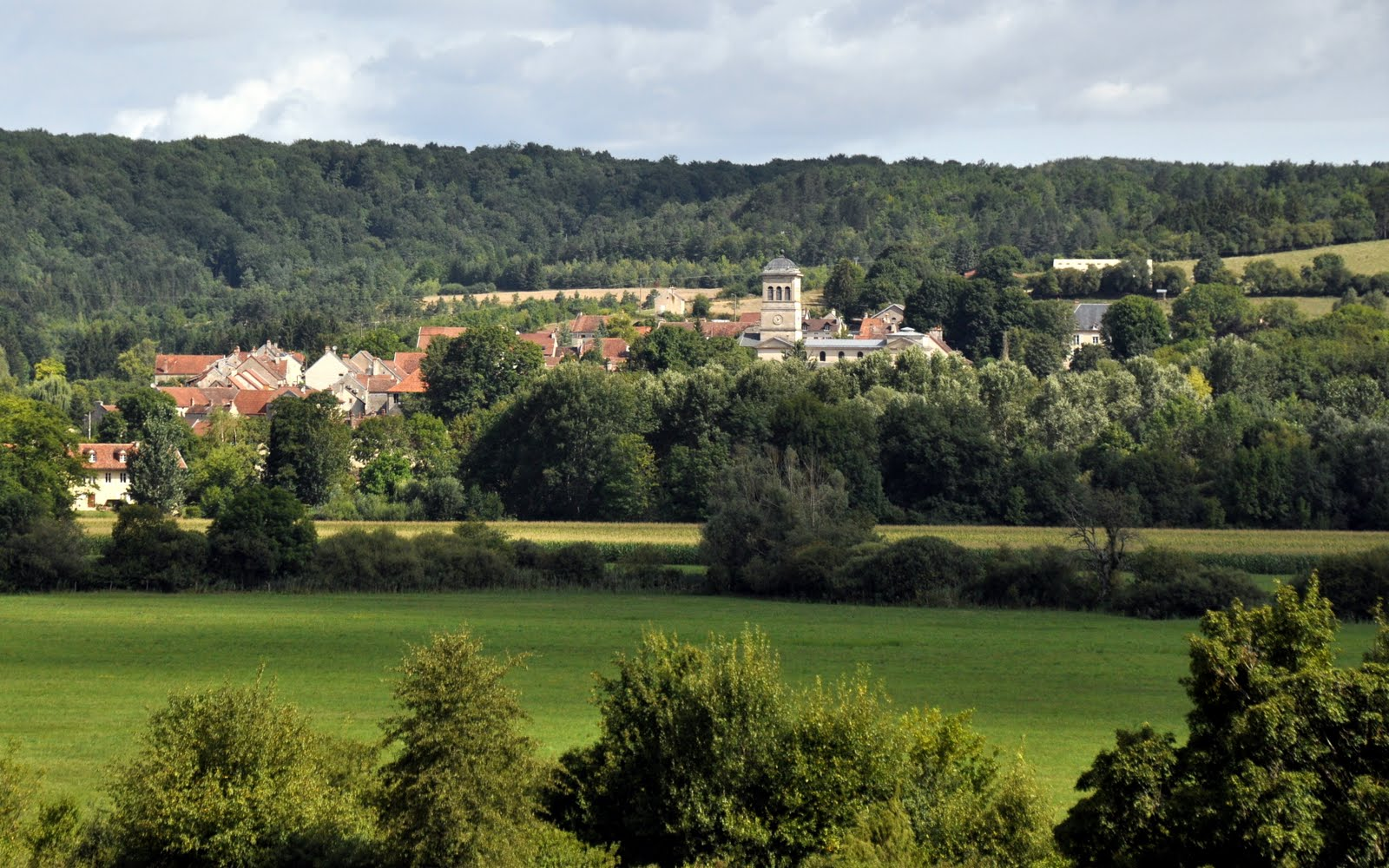
Byn
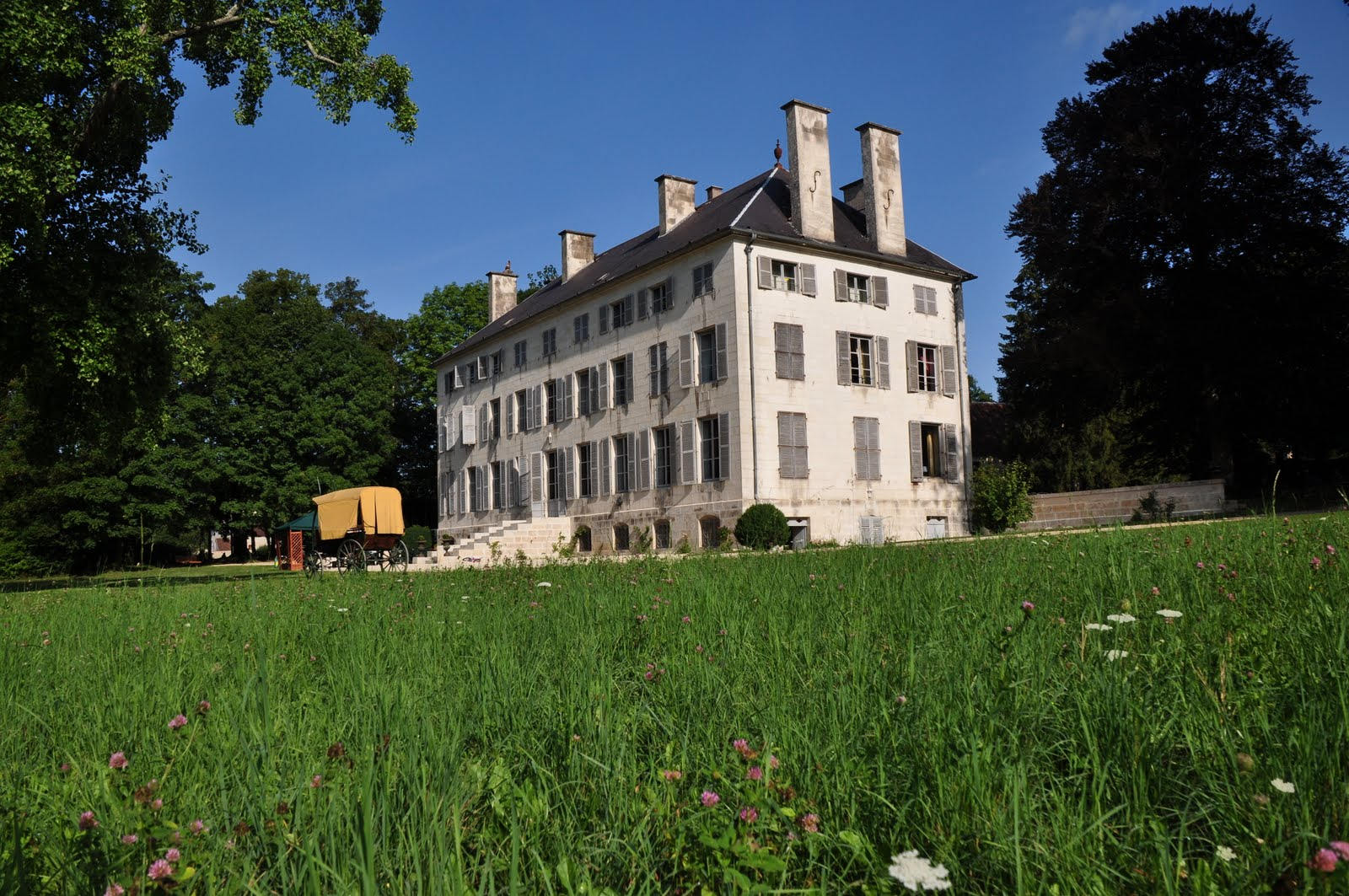
Det moderna slottet från 1825